# Domingo Mendy
Domingo Mendy (1870. - ?) bio je urugvajski mačevalac.
Nastupio je na Olimpijskim igrama 1924. u Parizu u sljedećim disciplinama: floret pojedinačno, sablja pojedinačno i momčadski te épée pojedinačno i momčadski. Brat je drugog urugvajskog mačevaoca Pedra Mendyja. 